# Al Maha
Al Maha (in arabo المها ‎?) è una comunità dell'Emirato di Dubai, negli Emirati Arabi Uniti. Si trova nel Settore 8 nella zona orientale di Dubai.

## Etimologia
Al Maha deve il proprio nome alla parola araba mahā che indica
l'orice d'Arabia (Oryx leucoryx),. animale di cui la comunità ospita numerosi esemplari.

## Territorio
Il territorio della comunità occupa una superficie di 41,7 km² che si sviluppa in un'area non urbana nella zona orientale di Dubai, al confine con l'Emirato di Sharja.
L'area è delimitata a est dalla municipalità di Al Madam di Sharja, a sud dalla comunità di Remah e Saih Al Danal, a ovest dalle comunità di Umm Eselay e Margham  e a nord dalla Dubai-Hatta Road (E 44).
Il territorio è per una buona parte desertico e ricade quasi interamente all'interno della Riserva di Conservazione del Deserto di Dubai, una delle aree protette più antiche e grandi di Dubai.
L'area non è attualmente servita dalla Metropolitana di Dubai. Esiste tuttavia una linea di superficie (Bus E16) che percorre la Dubai-Hatta Road e collega Hatta con la fermata di Al Sabkha nel quartiere storico di Deira. Il bus effettua due fermate, entrambe nella zona nord della comunità: una chiamata Nazwa Al Jabal Emirates Petrol  ed una chiamata Nazwa Al Wista Supermarket presso la moschea di Madam Road. Una seconda linea di superficie, il Bus 68, che collega Lehbab con la zona dei laghi di Al Qudra, percorre la Margham Street (D 40) lungo il confine occidentale della comunità e ha due fermate: una a nord chiamata Capture Desert Tourism e una a sud chiamata Margam Farm, presso l'omonima azienda agricola.